# Ластівчин хвіст (з'єднання)

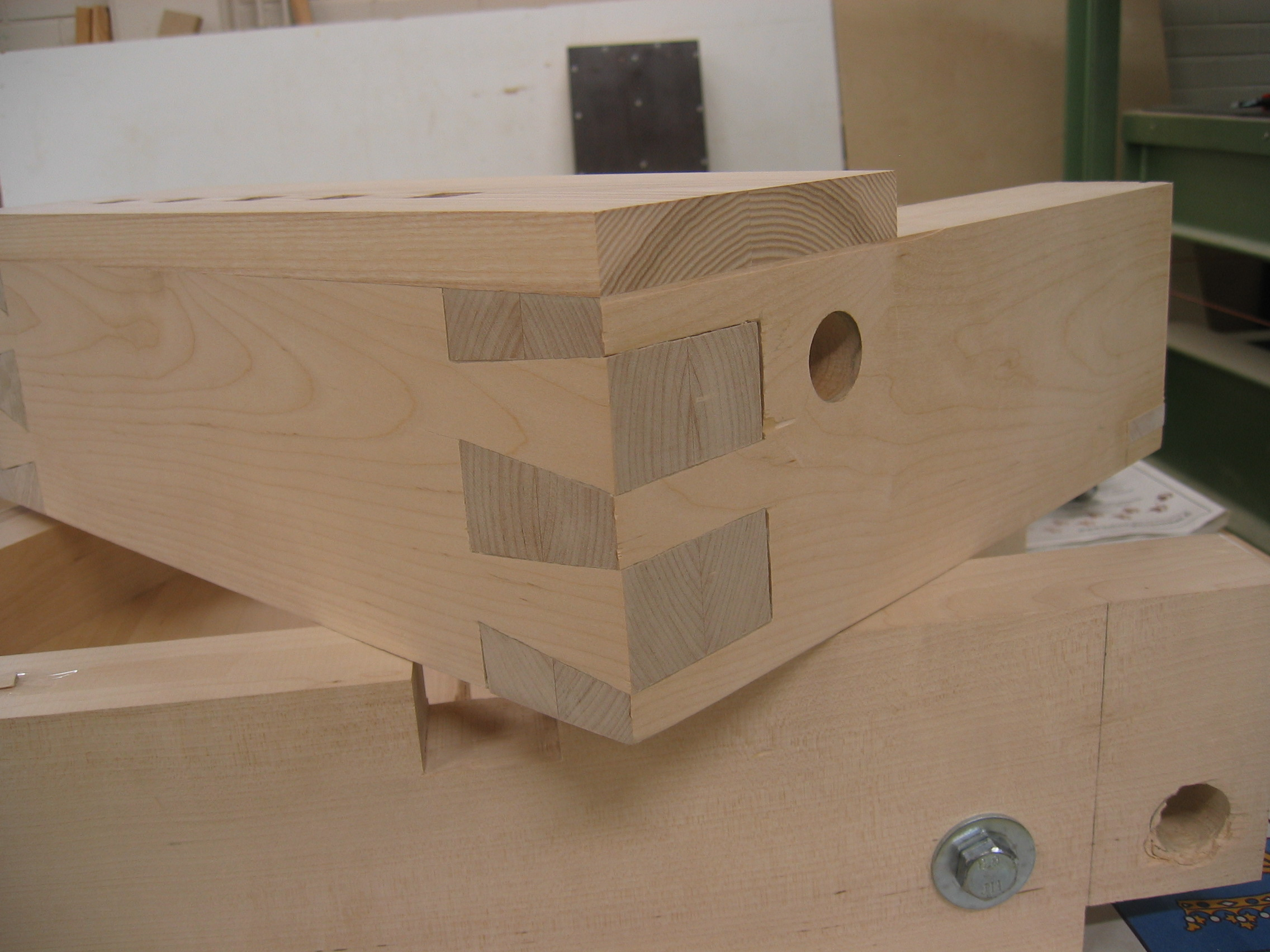

Ластівчин хвіст — тип роз'ємного з'єднання деталей. При цьому на одній деталі виконується один чи кілька пазів трапецієподібної форми, а на другій — шипи відповідної форми і кількості. Застосовується в машинобудуванні, і при виготовленні конструкцій і виробів з деревини.
У машинобудуванні це з'єднання дуже поширене на високонавантажених прецизійних вузлах лінійних переміщень верстатів і механізмів.